# John Boye
John Boye (ur. 23 kwietnia 1987 w Akrze) – ghański piłkarz, występujący na pozycji obrońcy, obecnie bez klubu. W latach 2008-2019 wielokrotny reprezentant Ghany. Srebrny medalista Pucharu Narodów Afryki 2015. Uczestnik Mistrzostw Świata 2014. Półfinalista Pucharu Narodów Afryki 2012 i 2017. 

## Kariera klubowa
| Sezon   | Klub                | Kraj    | Rozgrywki | Mecze | Bramki | Rozgrywki Europy | Mecze | Bramki |
| ------- | ------------------- | ------- | --------- | ----- | ------ | ---------------- | ----- | ------ |
| 2008/09 | Stade Rennais FC    | Francja | Ligue 1   | 0     | 0      | –                | –     | –      |
| 2009/10 | Stade Rennais FC    | Francja | Ligue 1   | 0     | 0      | –                | –     | –      |
| 2010/11 | Stade Rennais FC    | Francja | Ligue 1   | 10    | 0      | –                | –     | –      |
| 2011/12 | Stade Rennais FC    | Francja | Ligue 1   | 19    | 0      | Liga Europy UEFA | 4     | 0      |
| 2012/13 | Stade Rennais FC    | Francja | Ligue 1   | 24    | 2      | –                | –     | –      |
| 2013/14 | Stade Rennais FC    | Francja | Ligue 1   | 10    | 0      | –                | –     | –      |
| 2014/15 | Kayseri Erciyesspor | Turcja  | Süper Lig | 23    | 2      | –                | –     | –      |
| 2015/16 | Sivasspor           | Turcja  | Süper Lig | 26    | 4      | –                | –     | –      |
| 2016/17 | Sivasspor           | Turcja  | Süper Lig | 25    | 3      | –                | –     | –      |
| 2017/18 | Sivasspor           | Turcja  | Süper Lig | 9     | 1      | –                | –     | –      |

Stan na: koniec sezonu 2017/2018.